# Провулок Олександра Тишлера
Провулок Олександра Тишлера — провулок у Мелітополі. Починається від вулиці Ломоносова, йде на схід, повертає на південь і виходить на вулицю Брів-ла-Гайард.

## Назва
Провулок названий на честь Олександра Тишлера (1898—1980) — українського художника, народженого в Мелітополі.
Також в Мелітополі є вулиця Олександра Тишлера.

## Історія
Провулок вперше згадується 11 жовтня 1933 року як провулок Котовського.
В 2016 році в ході декомунізації перейменований на провулок Олександра Тишлера.
7 квітня 2023 року, під час Російського вторгнення в Україну, російська окупаційна влада Мелітополя видала наказ про перейменування провулка на провулок Вогнеборців.